# Корчёмкина, Наталья Александровна
Наталья Александровна Корчёмкина (род. 26 ноября 1950, Белая Холуница, Кировская область) — российская художница.

## Биография
Наталья Александровна родилась 26 ноября 1950 года в маленьком городке Белая Холуница Кировской области. Закончила Уральское училище прикладного искусства в Нижнем Тагиле, а затем Ленинградское высшее художественно-промышленное училище им. В. И. Мухиной (ныне Санкт-Петербургская государственная художественно-промышленная академия им. А. Л. Штиглица), отделение «Художественная керамика и стекло».
В 1981—1985 работала главной художницей Производственного объединения «Салаватстекло», Башкортостан. С 1986 года живёт и работает в Перми. Член Союза художников России с 1991 года. Заслуженный художник России.

## Персональные выставки
- «Гобелен и керамика». Пермская государственная художественная галерея 1991.
- «Гобелен и керамика». Фредериксберг, Дания, 1993.
- «Из глины и огня…». Галерея «Амарант», Пермь, 1996.
- «Дальнее эхо». Центральный выставочный зал, Пермь, 2001.
- "Кот и К ". Галерея «Марис-Арт», Пермь, 2003.
- «Улита времени». Центральный Дом Художника, Москва, 2003.
- «Разговор с рыбой». Дом художника, Пермь, 2004.
- «Песочные часы». Галерея «Марис-Арт», Пермь, 2005.
- «Perm Period». Луисвилл, США, 2005.
- «Faraway Breezes». Бернхайм, США, 2006.
- «Тропою солнца и тени». Дом художника, Пермь, 2006.
- «Перезимуем вместе». Центральный выставочный зал, Пермь, 2006.
- «Шествие с ангелом». Галерея «Марис-Арт», Пермь, 2007.
- «Забытый ключ». Галерея «Вавилон», Самара, 2008.
- «Свет в окошке». Кировский областной художественный музей имени В. М. и А. М. Васнецовых, 2008—2009.
- «Missatge mut». Espai d’Art Les Quitanes. Llorenc del Penedes, Catalunya. Испания[3], 2010.
- «В поисках лица». Пермская государственная художественная галерея, Пермь, 2010.
- «Чаепитие с Гулливером». Галерея «Марис-Арт», Пермь[4], 2011.
- «Searching for a Face» — Old Fire Station Gallery, Oxford, Great Britain[5][6], 2012

## Крупные коллективные выставки
- Уральская выставка декоративного искусства. Екатеринбург, 2000
- Арт-фестиваль «Сент-Джеймс». Луисвилль, США, 2003, 2005, 2006
- 1Х Региональная выставка «Урал-2003». Екатеринбург, 2003
- «An Exploration of Polymer Clay».Кентуккский музей искусства и дизайна. Луисвилль, США, 2004
- Международная художественная выставка «Победа! 1941—1945». Центральный Дом Художника, Москва, 2005
- «Золотое-красное: истоки». Прага, Чехия, 2005
- Всероссийская выставка декоративно-прикладного искусства. Всероссийский музей декоративно-прикладного и народного искусства, Москва, 2005
- Международная художественная выставка финно-угорских народов «Ялгат». Мордовский республиканский музей изобразительных искусств им. С. Д. Эрьзи, Саранск, 2007
- «Единение». Региональная выставка. Нижний Новгород, 2007
- «Воронцово». Всероссийский музей декоративно-прикладного и народного искусства, Москва, 2007
- «Отечество». Центральный Дом Художника, Москва, 2008
- «Большая Волга». Региональная выставка. Чебоксары — Самара, 2008
- Всероссийская выставка. Центральный Дом Художника, Москва, 2009
- «Ceramica Multiplex», III Международный фестиваль керамики. Вараждин, Хорватия[7], 2009
- «Вектор Перми». Центральный выставочный зал, Пермь, 2009
- «Кола огню». Минск, Могилев, Бобруйск, Беларусь, 2009. 2010
- «Modern Pot Art.» II Международная художественная бьеннале. Шанхай, Китай, 2010
- «Col.lectiva D’Estiu». El Vendrell, Catalunya, Испания, 2010
- «International Mixed Exhibition. Painting- Sculpture- Ceramic». Usak University Art Gallery, Турция, 2011
- IV BICMA. Biennal internacional de Ceramica de Marratxi. Mallorca, Испания, 2012
- «Большая Волга» Зональная художественная выставка. Казань — Пермь, 2013
- «Байкал-КераМистика», Областной художественный музей им. В. П. Сукачева, Иркутск[8], 2013
- «LANDescape. Предисловие». Арт центр имени Марка Ротко, Даугавпилс, Латвия, 2013
- «LANDescape. Послесловие» Центр глиняного искусства, Даугавпилс, Латвия, 2013
- The 2-nd China Kaolin International Ceramic Art Exhibition. Great China Museum.Цзиндэчжэнь, Китай, 2013
- 8-я международная выставка фарфора малых форм. Музей фарфора, Рига, Латвия, 2013—2014
- «Россия — XII». Всероссийская художественная выставка. Центральный Дом Художника, Москва, 2014
- 1 International Exhibition of Contemporary Ceramics. BOLU Турция, 2014
- 10th International Exhibition of Small Form Porcelain. Музей фарфора, Рига, Латвия[9], 2015

## Участие в арт резиденциях, фестивалях, симпозиумах
- Работа в составе российской творческой группы на ЭТПК «Воронцово», Москва, 1991; 2004
- Арт резиденция в Bernheim, Кентукки, США, 2005
- Международный «Васнецовский пленэр» по керамике. Рябово, Кировская область, 2009, 2011, 2012[10]
- «Арт-Жижаль». VII и VIII Международные пленэры по керамике, Бобруйск, Беларусь, 2009, 2010
- Участие в международном проекте «Let’s tile together» Доминиканская Республика[11], 2010
- Участие в международном проекте «Enrajolem!». El Vendrell, Catalunya, Испания[12], 2010
- Арт резиденция «Casamarles». Llorenc del Penedes, Catalunya. Испания[13], 2010
- Арт резиденция и арт фестиваль «Белые ночи». Всеволодо-Вильва, Пермский край, 2009, 2010
- «Рыжий ангел». Международный керамический симпозиум под открытым небом, Пермь, 2012
- «Fundacion Valparaiso». Арт-резиденция, Испания, 2012
- «Байкал-КераМистика». Всероссийский художественный симпозиум по керамике. Ольхон, Иркутская область[14], 2013
- Международный симпозиум керамического искусства «LANDescape». Даугавпилс, Латвия[15], 2013
- Международный проект «Творческая лаборатория Человек». Обжиг огненной скульптуры. Суздаль, 2014
- «Огненный цветок». Создание и обжиг огненной скульптуры. Болгария[16], 2015

## Работы в государственных собраниях
- Пермская государственная художественная галерея,
- Пермский краеведческий музей,
- Курганский областной художественный музей,
- Кировский областной художественный музей имени В. М. и А. М. Васнецовых,
- Всероссийский музей декоративно-прикладного и народного искусства,
- Муниципальный музей города Вараждин, Хорватия,
- Центр современной керамики, Бобруйск,
- Арт Центр имени Марка Ротко, Даугавпилс,

А также в частных коллекциях России, Великобритании, Дании, Германии, Нидерландов, Израиля, Испании, Франции, Чехии, США и других стран.

## Награды
- Первая премия в городском художественном конкурсе в номинации «Лучшая работа декоративно-прикладного искусства», 1998
- Стипендия Министерства культуры Российской Федерации. 2008
- «Почётный диплом» "III Международного фестиваля современной керамики «Ceramica Multiplex», Вараждин, Хорватия[17], 2009
- Награда II Международной бьеннале «Modern Pot Art», Шанхай, Китай, 2010
- Диплом Российской академии художеств, 2012.
- Гран-при симпозиума «Байкал-КераМистика — 2013»[18]